# Relaciones Guatemala-Turquía
Las relaciones Turquía-Guatemala son las relaciones internacionales entre Turquía y Guatemala fueron iniciadas en 1874 y formalizadas en 2015.

## Misiones diplomáticas
Guatemala firmó el Tratado de Amistad, Comercio y Navegación con el Imperio Otomano en 1874.
Guatemala tiene una embajada residente en Ankara, mientras que Turquía mantiene como un embajador residente en Ciudad de Guatemala. Posteriormente, Guatemala firmó en 2015 un acuerdo con Turquía para formalizar sus relaciones y gestionar las inversiones y el turismo, además firmaron un tratado de libre comercio entre ambos países. El presidente de Turquía Recep Tayyip Erdoğan invitó al presidente de Guatemala Jimmy Morales a una visita de estado a Turquía, que está pendiente de realizarse.
El ministro de Relaciones Exteriores de Guatemala Carlos Raúl Morales inauguró la embajada de Guatemala en Turquía junto a su homólogo turco Mevlut Cavusoglu el 20 de abril de 2017. Ambos ministros explicaron que esta sede impulsará estrategias para promover comercio, inversión, turismo, cultura y la cooperación entre ambos. El primer embajador de Guatemala nombrado en Turquía fue Lars Pira.
Guatemala exporta a Turquía mayormente banano y cardamomo que constituye el 60% de la exportación.

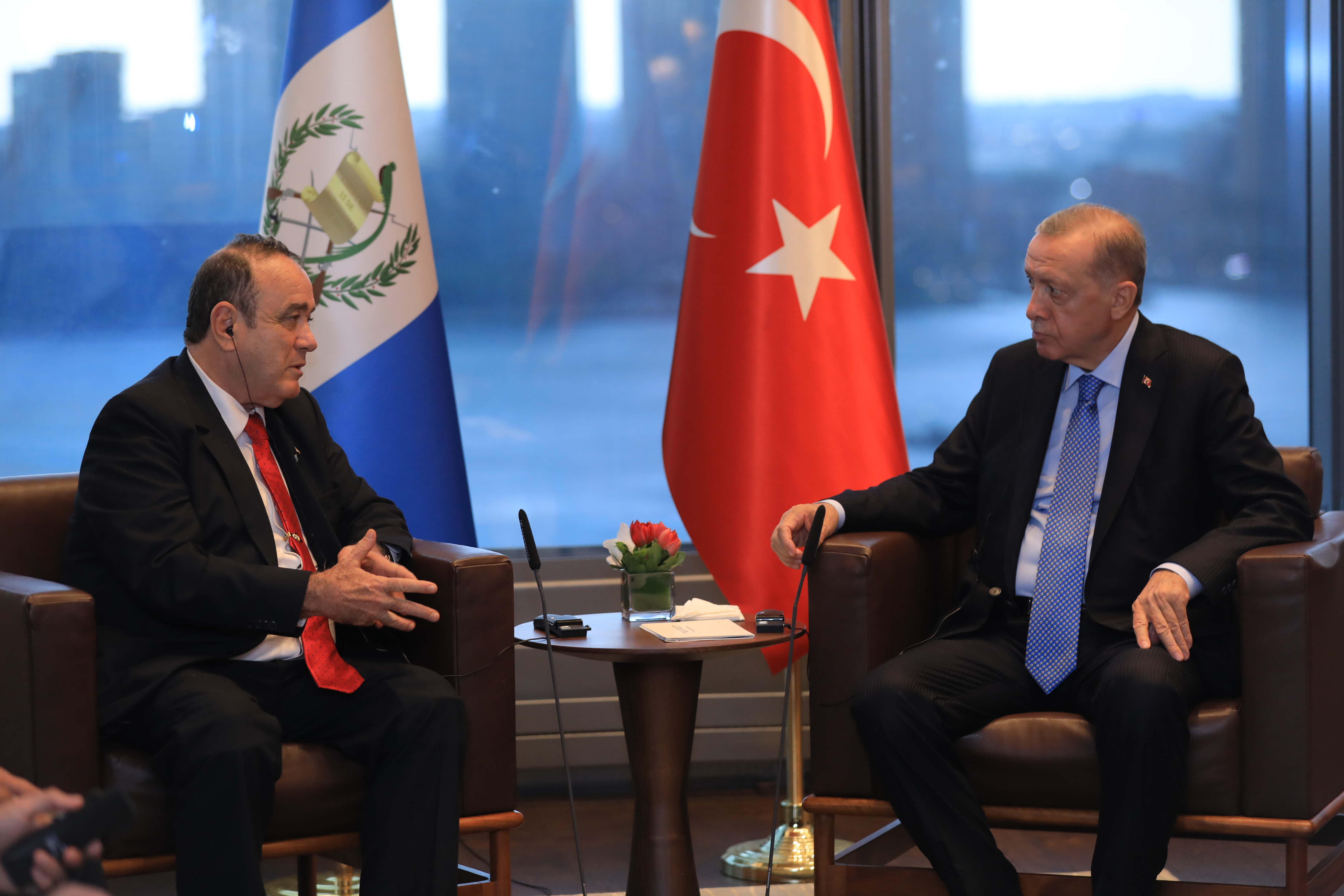
El presidente de Turquía junto a su homólogo guatemalteco en 2022.